# ميهارا (هيروشيما)
ميهارا هي مدينة تقع في محافظة هيروشيما، اليابان. تبلغ مساحة هذه المدينة 471.03 (كم²)، ويبلغ عدد سكانها 103,162 نسمة حسب إحصاء سنة 2008 م.

## توأمة
لميهارا (هيروشيما) اتفاقيات توأمة مع:
- يوغاوارا